# Агекум, Лоуренс
Ло́уренс Агеку́м (англ. Lawrence Agyekum; род. 23 ноября 2003, Гана) — ганский футболист, полузащитник клуба «Серкль Брюгге» и сборной Ганы.

## Клубная карьера
Агекум — воспитанник клуба ВАФА. В 2019 году он дебютировал в чемпионате Ганы. В начале 2022 года Лоуренс подписал контракт с австрийским «Ред Булл Зальцбург», где присоединился к дублирующему составу. 20 февраля в поединке против «Санкт-Пёльтена» он дебютировал во Второй Бундеслиге Австрии. 8 октября в матче против Райндорф Альтах он дебютировал в австрийской Бундеслиге. В 2023 году игрок помог клубу выиграть чемпионат.

## Достижения
Клубные
 «Ред Булл Зальцбург»
- Победитель австрийской Бундеслиги — 2022/2023